# Fulci (gruppo musicale)
I Fulci sono un gruppo musicale italiano formatosi nel 2013 a Caserta.
Il loro nome e gran parte delle loro canzoni sono un omaggio al regista horror Lucio Fulci.

## Storia
Il gruppo si forma dall'idea del cantante Fiore, il chitarrista Dome e il bassista Klem, cresciuti insieme a Caserta e già attivi in altri progetti hardcore e metal locali. Nella formazione non è mai stato presente un batterista, in quanto il gruppo si serve di una drum machine sia nelle registrazioni in studio che nelle esibizioni dal vivo, anche se occasionalmente sono figurati ospiti in queste ultime, insieme al chitarrista turnista e produttore Ando. Nelle esibizioni dal vivo il gruppo è solito accompagnare le proprie canzoni con immagini tratte dai celebri film horror di Lucio Fulci ai quali sono ispirate, con l'ausilio di un proiettore e un telone sempre presenti sul palco.
Il gruppo fa parte della CBC, crew casertana che unisce artisti metal, punk e rap locali, e il suo album di debutto, Opening the Hell Gates, è stato pubblicato nel 2015 dalla Despise the Sun Records.
Nel 2019, grazie alla popolarità consolidata non solo in Europa ma anche oltreoceano, il gruppo firma un contratto discografico con la Time to Kill Records e può imbarcarsi, per la prima volta, in un tour da headliner negli Stati Uniti d'America. Nello stesso anno viene pubblicato il secondo album in studio Tropical Sun, ispirato al film di Lucio Fulci Zombi 2. Nel 2021 viene confermato un ulteriore tour da headliner negli Stati Uniti, in promozione del terzo album in studio Exhumed Information, un concept album basato sul film horror Voci dal profondo, anch'esso di Fulci. Il gruppo torna negli Stati Uniti, sempre da headliner, anche nell'estate 2023. Dello stesso anno è il DVD e la relativa colonna sonora Tropical Sun – The Short Movie, un cortometraggio horror ispirato al loro secondo album.
Nel 2024, dopo aver firmato per la 20 Buck Spin, i Fulci si imbarcano nella settima edizione del Devastation of the Nation, tour statunitense che li vedrà condividere il palco con Morbid Angel, Suffocation, Uada, Mortiferum e Knoll.

## Formazione
- Fiore – voce (2013-presente)
- Dome – chitarra, sintetizzatore (2013-presente)
- Klem – basso (2013-presente)
- Edoardo Nicoloso - batteria (2023-presente)
- Ando Ferraiuolo - chitarra (2023-presente)

## Discografia

### Album in studio
- 2015 – Opening the Hell Gates
- 2019 – Tropical Sun
- 2021 – Exhumed Information
- 2024 – Duck Face Killings

### Album dal vivo
- 2023 – The Morrisound Session

### Demo
- 2014 – Incubus in the Surgery Room
- 2014 – City of the Living Dead

### Raccolte
- 2014 – Incubus in the Surgery Room/City of the Living Dead
- 2023 – Cassette Box Set

### Colonne sonore
- 2023 – Tropical Sun - The Short Movie OST

### Split
- 2022 – Fulci/Fluids

### Singoli
- 2020 – Death by Metal
- 2021 – Paura
- 2021 – Glass
- 2021 – Tomb
- 2022 – Lonely Hearts
- 2024 – Rotten Apple
- 2024 – Fucked with a Broken Bottle